# Meet a Jew
Meet a Jew (deutsch: „Triff einen Juden“) ist ein Projekt des Zentralrats der Juden in Deutschland, bei dem Kinder und Jugendliche Juden begegnen und ihnen Fragen stellen dürfen. Durch die Gespräche sollen antisemitische Vorurteile abgebaut und Wissen über Juden und ihr Leben in Deutschland vermittelt werden.

## Hintergrund
Meet a Jew ging 2020 aus den beiden Vorgängerprojekten Rent a Jew und Likrat – Jugend & Dialog hervor. Das Projekt vertritt den Ansatz „Miteinander statt übereinander reden!“. Wissen über Juden könne man nicht allein durch Bücher gewinnen, sondern besonders durch Begegnungen. Der Austausch auf Augenhöhe soll Jugendlichen, aber auch Erwachsenen vermitteln, dass jüdisches Leben ein selbstverständlicher Teil der Gesellschaft in Deutschland ist. In den Gesprächen kann es um Antisemitismus, Religion, die Shoah oder den israelisch-arabischen Konflikt gehen, aber auch um Persönliches aus der Lebensrealität des Gastes.

## Umsetzung
Die jüdischen Teilnehmer des Projekts werden vor ihrer Tätigkeit in Wochenendseminaren in Themen wie Judentum, Israel, Antisemitismus aber auch in Rhetorik und Konfliktmanagement fortgebildet. Rund 300 Menschen ab 14 Jahren (Stand 2020) engagieren sich für das Projekt, indem sie jeweils zu zweit Bildungseinrichtungen von der Grundschule bis zu Einrichtungen für Erwachsenenbildung, Sportvereine und Angebote der Jugendhilfe wie zum Beispiel Jugendzentren besuchen. Die Begegnungen dauern 90 Minuten, die Gruppengröße liegt bei bis zu 30 Teilnehmenden. Das Angebot ist für die Einladenden kostenlos, da das Projekt im Rahmen von Demokratie leben vom Bundesministerium für Familie, Senioren, Frauen und Jugend finanziert wird.

## Rezeption
Über das Projekt wird häufig in Zeitungen und im Rundfunk berichtet. So thematisierte beispielsweise auch das ARD-Morgenmagazin im November 2020 eine Begegnung mit jungen Juden in einer Realschule in Dortmund. Auch Filmemacher Jan Tenhaven berichtete in seiner längeren ZDF-Dokumentation Hey, ich bin Jude! - Jung.Jüdisch.Deutsch über das Projekt. Auch in der Dokumentation SchalomAleikum: Meet a Jew! des Bayerischen Rundfunks wurde das Projekt vorgestellt. Im Dezember 2020 wurde Meet a Jew mit dem Deutschen Engagementpreis 2020 in der Kategorie Demokratie stärken ausgezeichnet. „Die Engagierten erzählen locker, am Gegenüber interessiert und abwechslungsreich, wie sie als jüdische Menschen leben. Gleichzeitig bauen sie Vorurteile ab und brechen Stereotype auf. Sie lassen uns verstehen, wo Klischees hingehören: raus aus unseren Köpfen, rein in die Mottenkiste. Denn Klischees und Stereotype nehmen Menschen ihre Individualität, ihre Freiheit“, so die Laudatio. Josef Schuster, Präsident des Zentralrats der Juden in Deutschland, betonte, wie wichtig der Dialog sei, damit Vorurteile gar nicht erst entstehen können. „Die  Freiwilligen von Meet a Jew (...) gehen offen und selbstbewusst mit ihrer jüdischen Identität um und zeigen, dass jüdisches Leben ein selbstverständlicher Teil dieser Gesellschaft ist.“
Im Oktober 2023 sagte in der Woche nach dem Terrorangriff der Hamas auf Israel 2023 nach Angaben des Zentralrats der Juden in Deutschland eine niedersächsische Schule eine geplante Begegnung ab, weil die Stimmung der Schülerschaft so aufgeheizt israel- und judenfeindlich sei, dass Ausschreitungen nicht auszuschließen seien. Insgesamt sei es im Rahmen der Meet a Jew-Begegnungen nur „recht selten“ zu antisemitischen Anfeindungen gegen jüdische Freiwillige gekommen, und vor allem muslimische Schüler hätten bei den Begegnungen viele Gemeinsamkeiten des Glaubens entdeckt.

## Auszeichnung
- 2020 Deutscher Engagementpreis, Kategorie Demokratie stärken